# صادق نوروزی زاده
صادق نوروزی زاده  (زاده ۱۳۳۱ در دماوند) فعال و زندانی سیاسی در دوران پهلوی، از اعضای اصلی سازمان مجاهدین انقلاب اسلامی و رئیس شورای سیاسی سازمان مجاهدین انقلاب اسلامی ایران است.
وی از سال ۱۳۵۰ همکاری با مجاهدین خلق را آغاز کرد. در سال ۵۳ به عضویت گروه امت واحده درآمد و از اعضای اصلی آن بود و در سال ۱۳۵۴ به حبس ابد محکوم شده‌بود. او پس از پیروزی انقلاب ۱۳۵۷ به عضویت اولین شورای مرکزی سازمان مجاهدین انقلاب اسلامی درآمد و در این دوران از مشاوران نزدیک محمدعلی رجائی نخست‌وزیر و رئیس‌جمهور ایران بود. نوروزی به همراه همفکرانش در سال ۱۳۶۱ از سازمان جدا شد و در سال ۱۳۷۰ از مؤسسین سازمان مجاهدین انقلاب اسلامی ایران شد و تاکنون به طور پیوسته عضو شورای مرکزی و شورای سیاسی آن بوده‌است.
نوروزی زاده دارای لیسانس برق از صنعتی شریف است و مدیریت ارشد شرکت ایران خودرو، عضویت هیئت مدیره ایران خودرو، و مدیریت عامل شرکت آبفر از سوابق مدیریتی اوست.  
صادق نوروزی زاده در روز سی و یکم خرداد در جریان اعتراضات پس از انتخابات ریاست‌جمهوری دستگیر شد و ۸۱ روز بعد در ۱۹ شهریور آزاد شد. به گفته مرتضی الویری دلیل بازداشت نوروزی عکس گرفتن از راه‌پیمایی مردم بود.